# Blue Fang Games
Blue Fang Games war ein amerikanischer Computerspielentwickler, der vor allem für seine Spielereihe Zoo Tycoon bekannt ist. Das Unternehmen wurde 2011 geschlossen, nachdem es keine Aufträge und Finanzierungen für neue Projekte mehr sichern konnte.

## Geschichte
Blue Fang Games wurde 1998 von Adam Levesque und John Wheeler, die zuvor leitende Angestellte bei Papyrus Design (u. a. NASCAR Racing) waren. Erfolgreichste Titel waren das Erstlingswerk Zoo Tycoon und der direkte Nachfolger Zoo Tycoon 2, die sich millionenfach verkauften, mehrere Erweiterungen erhielten und 2004 und 2005 bei den Interactive Achievement Awards jeweils als bestes Familienspiel ausgezeichnet wurden.
Anschließende Versuche, auf Plattformen des Konsolenherstellers Nintendo an diese Erfolge anzuknüpfen, wurden durch den Zusammenbruch des Marktes für Nintendo DS und Wii vereitelt. Auch der Einstieg in den Mobile- und Social-Games-Markt blieb erfolglos. Als letzte Projekte entwickelte Blue Fang im Auftrag von The Learning Company Umsetzungen von Where in the World is Carmen Sandiego? und The Oregon Trail für das soziale Netzwerk Facebook. Im Juli 2011 wurden die letzten Entwickler entlassen, im September wurde das Unternehmen endgültig geschlossen.

## Veröffentlichte Spiele
| Titel                                       | Freigabedatum | Plattform                           |
| ------------------------------------------- | ------------- | ----------------------------------- |
| Zoo Tycoon                                  | 2001          | Microsoft Windows, Macintosh        |
| • Dinosaur Digs                             | 2002          | Microsoft Windows                   |
| • Marine Mania                              | 2002          | Microsoft Windows                   |
| • Endangered Species                        | 2003          | Microsoft Windows                   |
| • Complete Collection                       | 2003          | Microsoft Windows                   |
| Zoo Tycoon 2                                | 2004          | Microsoft Windows, Macintosh        |
| • Endangered Species                        | 2005          | Microsoft Windows                   |
| • Abenteuer Afrika (African Adventure)      | 2006          | Microsoft Windows                   |
| • Dinogefahr (Dino Danger Pack)             | 2006          | Microsoft Windows                   |
| • Zookeeper Collection                      | 2006          | Microsoft Windows                   |
| • Marine Mania                              | 2006          | Microsoft Windows                   |
| • Ausgestorbene Tierarten (Extinct Animals) | 2007          | Microsoft Windows                   |
| • Ultimate Collection                       | 2008          | Microsoft Windows                   |
| Zoo Tycoon DS                               | 2005          | Nintendo DS                         |
| Zoo Tycoon 2 DS                             | 2008          | Nintendo DS                         |
| World of Zoo                                | 2009          | Microsoft Windows, Nintendo DS, Wii |
| Lion Pride                                  | 2009          | iOS                                 |
| Lion Pride HUGE                             | 2010          | iOS                                 |
| Zoo Kingdom                                 | 2010          | Facebook                            |
| Where in the World is Carmen Sandiego?      | 2011          | Facebook                            |
| The Oregon Trail                            | 2011          | Facebook                            |

## Erhaltene Auszeichnungen
| Auszeichnung                                                       | Jahr | Für                            |
| ------------------------------------------------------------------ | ---- | ------------------------------ |
| Parents' Choice Foundation Approved Award Winner                   | 2007 | Zoo Tycoon 2: Marine Mania     |
| Red Herring’s “The 100 Hottest Private Companies in North America” | 2005 | Blue Fang Games                |
| Interactive Achievement Awards: Computer Family Title of the Year  | 2005 | Zoo Tycoon 2                   |
| National Parenting Publications Award                              | 2005 | Zoo Tycoon 2                   |
| Children’s Software Revue All Star Award                           | 2004 | Zoo Tycoon Complete Collection |
| Parent & Child Teacher's Pick                                      | 2004 | Zoo Tycoon Complete Collection |
| National Parenting Center Seal of Approval                         | 2004 | Zoo Tycoon 2                   |
| Dean Takahashi's Top-10 Games of 2004                              | 2004 | Zoo Tycoon 2                   |
| Interactive Achievement Awards: Computer Family Title of the Year  | 2004 | Zoo Tycoon Complete Collection |
| Parents' Choice Foundation Gold Award                              | 2003 | Zoo Tycoon Complete Collection |
| Bologna New Media Prize                                            | 2002 | Zoo Tycoon                     |